# Allium petraeum
Allium petraeum är en amaryllisväxtart som beskrevs av Grigorij Silych Karelin och Ivan Petrovich Kirilov. Allium petraeum ingår i släktet lökar, och familjen amaryllisväxter. Inga underarter finns listade i Catalogue of Life.